# Onze-Lieve-Vrouwekerk (Pulderbos)

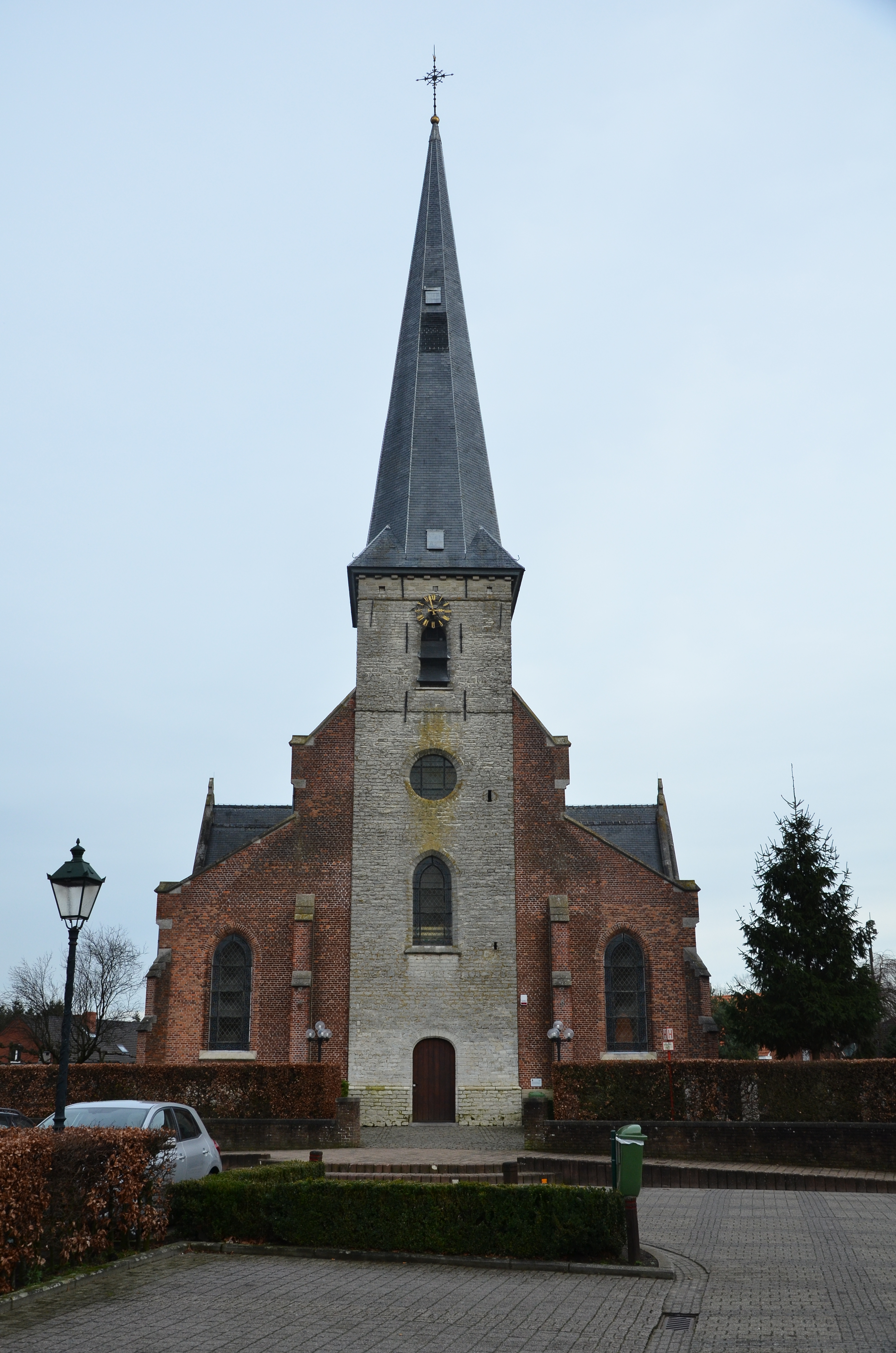
Onze-Lieve-Vrouwekerk

De Onze-Lieve-Vrouwekerk is de parochiekerk van de tot de Antwerpse gemeente Zandhoven behorende plaats Pulderbos, gelegen aan Dorp 34.

## Geschiedenis
De parochie van Pulderbos is vermoedelijk afgesplitst van die van Pulle. Het oudste deel van de huidige kerk, de toren, is 13e-eeuws en het koor, schip en transept zijn oorspronkelijk 16e-eeuws.
In 1913-1914 werd de kerk vergroot naar ontwerp van Ernest Dieltiëns. De kerk brandde uit in 1914 en werd hersteld in 1922-1924.

## Gebouw
Het betreft een bakstenen georiënteerde kruisbasiliek met ingebouwde westtoren. Deze toren is gebouwd in zandsteen en uitgevoerd in vroeggotische stijl. Hij heeft vier geledingen en een ingesnoerde naaldspits.

## Interieur
Het interieur is in neogotische trant. Uit de 17e eeuw is een Mariabeeld en een calvarie die tegen de zuidoostelijke sacristiemuur is opgesteld en een beeldengroep heeft van terracotta. Het arduinen doopvont is 15e-eeuws en heeft een koperen deksel van 1758.